# Ne možet byt'
Ne možet byt' (Не может быть!) è un film del 1975 diretto da Leonid Iovič Gajdaj.

## Trama
Si compone di tre racconti basati sulle opere di Mikhail Joshchenko (commedia "Delitto e castigo" , la storia "Divertente avventura" (1936) e la commedia "Matrimonio" (1927)).
Delitto e castigo
La prima novella descrive le difficoltà del Direttore del negozio, Grigory Ivanovich Gorbushkin, che vive nell'era della NEP con un reddito non guadagnato. Dopo essere stato chiamato all'investigatore della procura, non crede irragionevolmente che questa chiamata non porterà nulla di buono. Gli stessi pensieri visitano sua moglie Anna Vasilievna e suo cognato, che, per prevenire l'inevitabile confisca dei beni, vendono urgentemente tutto.
Inoltre, Anna Vasilievna, su consiglio di suo fratello, divorzia frettolosamente dal personaggio principale e sposa un vicino, Vitaly Borisovich. E lo stesso Gorbushkin, che è stato chiamato da un testimone, ignaro, torna a casa di ottimo umore e trova lì una casa vuota e sua moglie che bacia un vicino. Alla fine del romanzo, è stato riferito che una settimana dopo Gorbushkin è stato arrestato.
Divertente avventura
Un uomo di famiglia, padre di tre figli, attore teatrale Barygin-Amursky incontra segretamente sua moglie con una donna sposata Zinulya. Il marito di Zinuli, a sua volta, è l'amante della sua migliore amica e il vicino di casa della sua amica in comune è l'amante della moglie dell'attore. Alla fine, tutti e sei gli eroi si incrociano casualmente insieme e, riuniti al tavolo, cercano di trovare una via d'uscita dalla situazione, ma non arrivano a nulla.
Matrimonio
Il giovane Volodya Zavitushkin, che si è affrettato a proporre il suo matrimonio, arriva in ritardo al suo matrimonio, dove non riesce a riconoscere la sua fidanzata Katerina. Il fatto è che prima si incontravano solo per strada, solo quattro giorni, e lui la ricordava in abiti invernali e copricapo. I tentativi di scoprire silenziosamente Chi delle donne presenti è la sua futura moglie portano al fatto che lo sposo Scambia la sposa per sua madre (e Katerina ha davvero figli: «un ragazzo e tre ragazze»), a causa dei quali sorgono scandali. Di conseguenza, il giorno dopo il matrimonio, Zavitushkin va ALL'Ufficio del registro e divorzia da sua moglie.

## Canzoni
| Traduzione                           | Titolo originale          | Titolo traslitterato       | Artista              |
| ------------------------------------ | ------------------------- | -------------------------- | -------------------- |
| Non è la birra che rovina le persone | «Губит людей не пиво»     | Gubit lyudei ne pivo       | Viatcheslav Nevinny  |
| Cupido                               | «Купидон»                 | Kupidon                    | Oleg Dahl            |
| Ferri di cavallo neri                | «Чёрные подковы»          | Chyornye podkovy           | Robert Mushkambaryan |
| Tutto è possibile                    | «Всё может быть»          | Vsyo mozhet byt'           | Oleg Anofriyev       |
| Al samovar io e la mia Masha         | «У самовара я и моя Маша» | U samovara ya i moya Masha | ensemble strumentale |